# Salmijärvi (Gällivare socken, Lappland, 741480-173123)
Salmijärvi är en sjö i Gällivare kommun i Lappland och ingår i Råneälvens huvudavrinningsområde. Sjön har en area på 0,0441 kvadratkilometer och ligger 322 meter över havet.

## Delavrinningsområde
Salmijärvi ingår i det delavrinningsområde (741572-173009) som SMHI kallar för Mynnar i Råneälven. Medelhöjden är 345 meter över havet och ytan är 15,77 kvadratkilometer. Räknas de 21 avrinningsområdena uppströms in blir den ackumulerade arean 424,05 kvadratkilometer. Venetjoki som avvattnar avrinningsområdet har biflödesordning 2, vilket innebär att vattnet flödar genom totalt 2 vattendrag innan det når havet efter 158 kilometer. Avrinningsområdet består mestadels av skog (65 procent) och sankmarker (18 procent). Avrinningsområdet har 0,05 kvadratkilometer vattenytor vilket ger det en sjöprocent på 0,3 procent. Bebyggelsen i området täcker en yta av 0,61 kvadratkilometer eller 4 procent av avrinningsområdet.